# Гезинчу
Гезинчу (чечен. Гезин-Чу) — село в Веденском районе Чеченской Республики. Входит в состав Курчалинского сельского поселения, Гезинчу  родовое село чеченского тейпа Гезлой.

## География

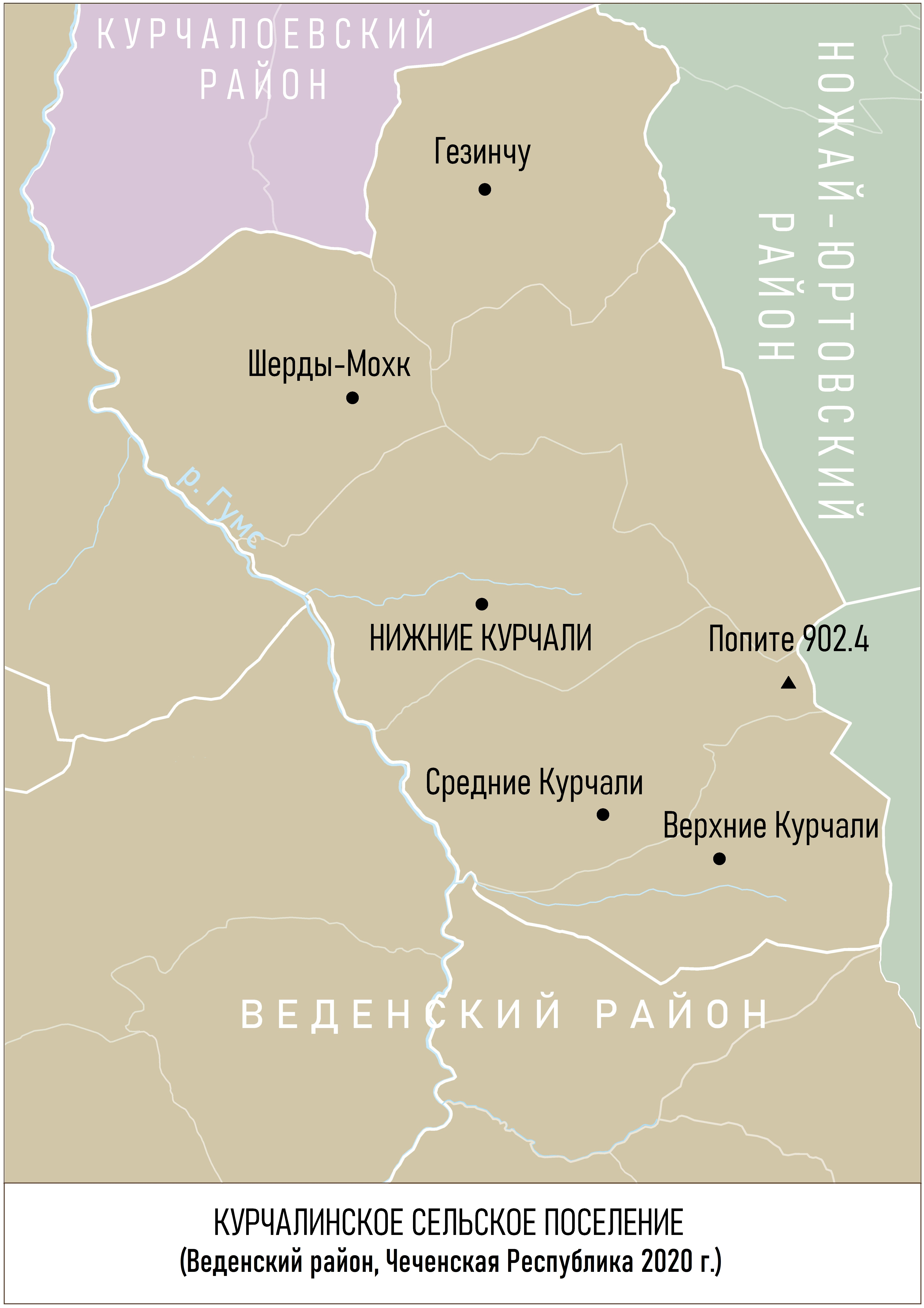

Село расположено в 40 км к северо-востоку от районного центра Ведено, на границе с Курчалоевским районом.
Ближайшие населённые пункты: на северо-западе — село Эникали, на северо-востоке — село Хашки-Мохк, на юго-западе — село Ширдий-Мохк, на юго-востоке — село Бас-Гордали.

## История
Основателем села был человек по имени Гези, Гези (имя человека), Чу (место, ущелье), «местность Гези». Гези основатель села Гезинчу — родовое село чеченского тайпа Гезлой.

## Население
| 1990 | 2002 | 2010 |
| ---- | ---- | ---- |
| 125  | ↗136 | ↘73  |